# Alexandre Varga
Alexandre Varga (Metz, 7 de desembre de 1976) és un actor francès. Es revela al gran públic per la seva participació en sèries franceses, com Alice Nevers : Le juge est une femme, Candice Renoir o Cassandre.
D'origen hongarès, Alexandre Varga va néixer a Metz i va ser adoptat quan tenia 3 anys. Amb els seus pares va viure a l'estranger (Congo, Marroc, Índia, Grècia) durant tota la seva infància i adolescència. Va descobrir el teatre a Bèlgica assistint al taller Charles Rogier de Lieja i després va tornar a França quan tenia 20 anys. Es va traslladar a París per començar una carrera professional com a actor i va aconseguir petits papers al cinema (L'Été d'Olga, Les Onze Commandements).
A la televisió, Alexandre Varga va debutar a la sèrie Sous le soleil i The Sopranos i després es va convertir en un personatge recurrent de la sèrie de detectius Alice Nevers : Le juge est une femme i Candice Renoir. L'actor també participa en telefilms; interpreta el fill d'Alain Delon a Un mari de trop i l'acompanyant de Laëtitia Milot a On se retrouvera, adaptació de la novel·la homònima de l'actriu que va arribar a 7 milions d'espectadors.
Des del 2015, interpreta al capità Pascal Roche a la sèrie Cassandre de France 3 al costat de Gwendoline Hamon i Dominique Pinon, una sèrie amb més de 5 milions d'espectadors.
Va viatjar a Nova Zelanda i Mèxic abans d'establir-se a Califòrnia (EUA) durant tres anys, i va tornar a França el 2018 per viure a les Corbières.

## Filmografia

### Cinema
- 2002: L'Été d'Olga de Nina Grosse
- 2003: Blues Stop d'Alexandre Kyriakidis: Joseph (curtmetratge)
- 2004: Les Onze Commandements de François Desagnat i Thomas Sorriaux
- 2010: Palak Panner de Sébastien Carfora: Sébastien Dufresne (curtmetratge)
- 2014: Stalemate de Lou De Bausset: Pierre Bilderberg (curtmetratge)

### Televisió
Telefilms
- 2009: L'Ombre d'un flic: Igor
- 2010: Un mari de trop: Grégoire de Rougemont
- 2011: L'Amour en jeu: Alex
- 2015: On se retrouvera de Joyce Buñuel: Gabriel
- 2020: Les Mystères des majorettes de Lorenzo Gabriele: David
- 2021: Le Squat d'Emmanuel Rigaut
- 2021: Le Furet de Thomas Sorriaux[12]

Sèries
- 2003 - 2005: Sous le soleil
- 2006: SOS 18 (temporada 3, episodi 4): Alexandre
- 2006: Sœur Thérèse.com (temporada 5, episodi 5): Olivier Jacques
- 2006: The Sopranos (temporada 6, episodi 11): Michel
- 2007: Duval et Moretti (temporada 1, episodi 13): un intern
- 2007 - 2013: Alice Nevers : Le juge est une femme (temporades 7 a 11): Mathieu Brémont, el pare de Paul
- 2007: Sous le soleil (temporada 13, episodis 36 i 37): un lladre
- 2008: La vie est à nous (temporada 1): Jérôme Cramerr
- 2008: Section de recherches (temporada 3, episodi 9): Dubois
- 2008: R.I.S Police scientifique (temporada 4, episodi 12): Victor Barel
- 2008: Avocats et Associés (temporada 11, episodi 4): Lionel
- 2008: Sous le soleil (temporada 13, episodi 14): Jacques Mercier
- 2011: Joséphine, ange gardien (temporada 13, episodi 58: "Liouba"): Laurent Pasquier
- 2012: Camping Paradis (temporada 3, episodi 6): Pierre, el fill d'André
- 2012: Enquêtes réservées (temporada 5): Max Leterrier
- 2012: Le Sang de la vigne (episodi "La Robe de Margaux"): Antoine Rinetti
- 2013: Nos chers voisins: el cosí d'Alex
- 2013 - 2014 i 2017: Candice Renoir (temporades 1 - 2 i temporada 5 -convidat-): Hervé Mazzani
- 2014: Camping Paradis (temporada 6, episodi 1): Olivier
- 2015: Nina (temporada 1, episodi 2): Dr Delacroix
- 2015 - present: Cassandre: Capità Pascal Roche
- 2017: Camping Paradis (temporada 9, episodi 4: "Famille nombreuse, famille heureuse"): Stan, el marit de Juliette
- 2019: Joséphine, ange gardien (temporada 19, episodi 92: "L'incroyable destin de Rose Clifton") de Stéphane Kopecky: Terrence Wyatt
- 2019: O.P.J. (temporada 1): Raphaël Mayer
- 2020: Tandem (temporada 4, episodi 12: "La Femme aux deux visages"): Antonin Vallette
- 2019 - 2020: Alice Nevers : Le juge est une femme (temporades 17 i 18): Mathieu Brémont
- 2021 - present: Demain nous appartient (temporada 5): Benjamin Ventura[13]